# Katharina Paldauf
Katharina Paldauf (* um 1625 in Fürstenfeld; † vermutlich am 23. September 1675), geborene Fondell, war die Gattin des Pflegers der Riegersburg und eines der prominenten Opfer des großen Feldbacher Hexenprozesses von 1673 bis 1675. Als so genannte „Blumenhexe“ auf der Riegersburg wurde sie nach ihrem Tod weit über ihre Heimatregion hinaus bekannt.

## Leben
Katharina Paldauf wurde um 1625 als Tochter eines Spenglers in Fürstenfeld geboren. Mit 20 Jahren trat sie in den Dienst der Katharina Elisabeth Freifrau von Galler († 1672), der Besitzerin der Riegersburg. Dort traf sie auch ihren späteren Ehemann Johann Simon Paldauf, der bei der „schlimmen Liesl“, wie die Burgherrin im Volksmund bezeichnet wurde, als Burgpfleger (=Verwalter) beschäftigt war. Das Paar hatte mindestens drei Kinder: Katharina, Anna und Ferdinand.

## Hexenprozess
Im Frühjahr 1675 wurde Katharina Paldauf, die damals etwa 50 Jahre alt war, in den großen Feldbacher Hexenprozess (1673–75) hineingezogen. Sie wurde von einer mit ihr befreundeten Riegersburger Bäckerin als Hagel- und Wettermacherin sowie Teilnehmerin am Hexensabbat „besagt“. Von einer weiteren Angeklagten, einer Schneiderin, wurde sie beschuldigt, eines ihrer Kinder getötet und in den Burgbrunnen geworfen zu haben. Daraufhin wurde Katharina Paldauf verhaftet und wie die anderen Angeklagten in Feldbach im Hexenkeller von 1474 eingekerkert.
Zunächst hatte sie die Beschuldigungen bestritten, die gegen sie vorgebracht worden waren, doch gab sie noch vor ihrer Folterung an, dass sie nachts vom Teufel in Tiergestalt verfolgt werden würde. Im Zuge der anschließend unter Folter durchgeführten Verhöre bekam sie regelrechte Tobsuchtsanfälle, verfluchte ihre Eltern, stieß Gotteslästerungen aus, legte aber immer noch kein Geständnis ab. Erst später, als sie wohl schon völlig gebrochen und von der Aussichtslosigkeit ihrer Lage überzeugt war, nannte sie mehrere Personen, die an Zusammenkünften von Hexen teilgenommen hätten. Zu den von ihr beschuldigten Personen zählten auch die Pfarrer von Fehring, Hartmannsdorf und Paldau sowie der bereits verstorbene Riegersburger Hauptpfarrer Zirkelius.
Im August 1675 wurde Katharina Paldauf unter Bewachung auf die Riegersburg gebracht, um den von ihr beschuldigten Geistlichen, die bereits in Verwahrung genommen worden waren, gegenübergestellt zu werden. Das Ergebnis dieser Gegenüberstellung ist ebenso wie das weitere Schicksal der beschuldigten Pfarrer nicht bekannt, da ein Teil der Prozessakten verloren gegangen ist. Katharina Paldauf starb vermutlich am 23. September 1675. Wohl aufgrund ihrer gehobenen sozialen Stellung war ihr insofern eine „Erleichterung“ gewährt worden, als sie noch vor ihrer Verbrennung auf dem Scheiterhaufen getötet worden war.
Der Überlieferung nach soll Katharina Paldauf es fertiggebracht haben, selbst im Winter blühende Blumen zu ziehen. Diese ihr zugeschriebene Fähigkeit, für die sich in den Prozessakten keinerlei Hinweis findet, ist auch die Ursache dafür, dass sie der Nachwelt als „Blumenhexe“ in Erinnerung blieb. Als ebenso langlebig hat sich auch die nicht zu verifizierende Behauptung erwiesen, dass es sich bei jenem bekannten Ölbild, welches eine vornehm gekleidete und bereits in die Jahre gekommene Frau mit Blumen in beiden Händen zeigt, um ein Porträt Katharina Paldaufs handelt.